# 双冢汉墓
双冢汉墓，位于中国河北省衡水市双冢村东，为衡水市冀州市的一个省级文物保护单位，类型为古墓葬，公布时间为1993年7月15日。
双冢汉墓的历史年代为汉代。